# Stephen Nwaukoni
Stephen Nwaukoni, né le 17 novembre 1991 dans l'arrondissement du Queens de New York, est un joueur américano-nigérian de basket-ball.

## Biographie
En juin 2016, il signe à l'ADA Blois, club qui évoluera dès septembre 2016 et pour la première fois, en Pro B. Il quitte ce même club en novembre 2016  afin de rejoindre le club Angers BC qui évolue en NM1.

## Clubs successifs
- 2014 - 2015 :  Illiabum Clube
- 2015 - 2016 :  Omonia BC
- 2016 - nov. 2017 :  ADA Blois (Pro B)
- nov. 2017- :  Angers BC (NM1)